# Érico I, o Velho
Érico I, o Velho (em latim: Ericus Vetus; em inglês: Horik; m. 854) foi um caudilho viquingue que reinou como único rei da Dinamarca desde 827 até à sua morte em 854. O seu reinado ficou marcado pelos ataques ao Império Carolíngio de Luís I, o Pio, filho e sucessor de Carlos Magno. O pai de Érico era o rei Godofredo I, conhecido pelo sucesso dos seus ataques e guerras contra o Império Carolíngio e os Obotritas. Em 810, Godofredo foi assassinado por um membro da sua comitiva, e o seu sobrinho e sucessor Hemingo I fez as pazes com Carlos Magno.
Hemingo não durou muito tempo. Érico e outro dos filhos de Godofredo tomaram o poder em 811, expulsando mais tarde um rival chamado Haroldo Klak, que se refugiou na corte do filho de Carlos Magno, Luís o Pio. Em 819, Luís forçou os filhos de Godofredo a aceitarem Haroldo como co-reinante. Haroldo converteu-se ao Cristianismo em 826, sendo Luís o padrinho, mas Haroldo foi expulso da Dinamarca pela segunda e última vez um ano depois. Por essa altura, Érico era já o último filho ainda vivo de Godofredo, fazendo dele o único rei dinamarquês.
Érico recusou converter-se ao Cristianismo, pois era inimigo da sua religião, e resistiu às tentativas de conversão dos dinamarqueses por parte do arcebispo Ansgário de Hamburgo-Brema.
Em 845, o exército de Érico atacou Hamburgo e destruiu a catedral local. Essa seria a última grande guerra de Érico na Alemanha.
Contudo, os ataques dinamarqueses contra Frísia continuaram. Aos Francos faltava uma frota adequada, pelo que os viquingues podiam atacar mais ou menos de forma impune, e saquearam Walcheren em 837. Em 837, um líder viquingue chamado Ragnar Calças Peludas atacou Paris, levando um tributo de 7000 libras em ouro e prata.
O Rei Érico parece ter desaprovado esses ataques, pois saqueadores de sucesso poderiam constituir possíveis rivais. Ocasionalmente, Érico até os castigava. Em 836, Érico enviou um embaixador ao Rei Luís declarando nada ter a ver com os ataques a Frísia, e que executara os responsáveis. Em 845, e após a misteriosa morte de Ragnar, mandou executar os seus seguidores.
Acontecimentos provam o cuidado de Érico em ser completamente justificado. Em 854, o Rei Érico I foi morto por um sobrinho que ele levara ao exílio. Quando no exílio, esse sobrinho tornara-se um saqueador de sucesso.